# Longraye
Longraye era una comuna francesa situada en el departamento de Calvados, de la región de Normandía, que el 1 de enero de 2017 pasó a ser una comuna delegada de la comuna nueva de Aurseulles al fusionarse con las comunas de Anctoville, Feuguerolles-sur-Seulles, Orbois, Saint-Germain-d'Ectot, Sermentot y Torteval-Quesnay.

## Demografía
| Gráfica de evolución demográfica de Longraye entre 1800 y 2014 |
|                                                                |

Los datos demográficos contemplados en este gráfico de la comuna de Longraye se han cogido de 1800 a 1999 de la página francesa EHESS/Cassini, y los demás datos de la página del INSEE.